# Xenoschesis fulvicornis

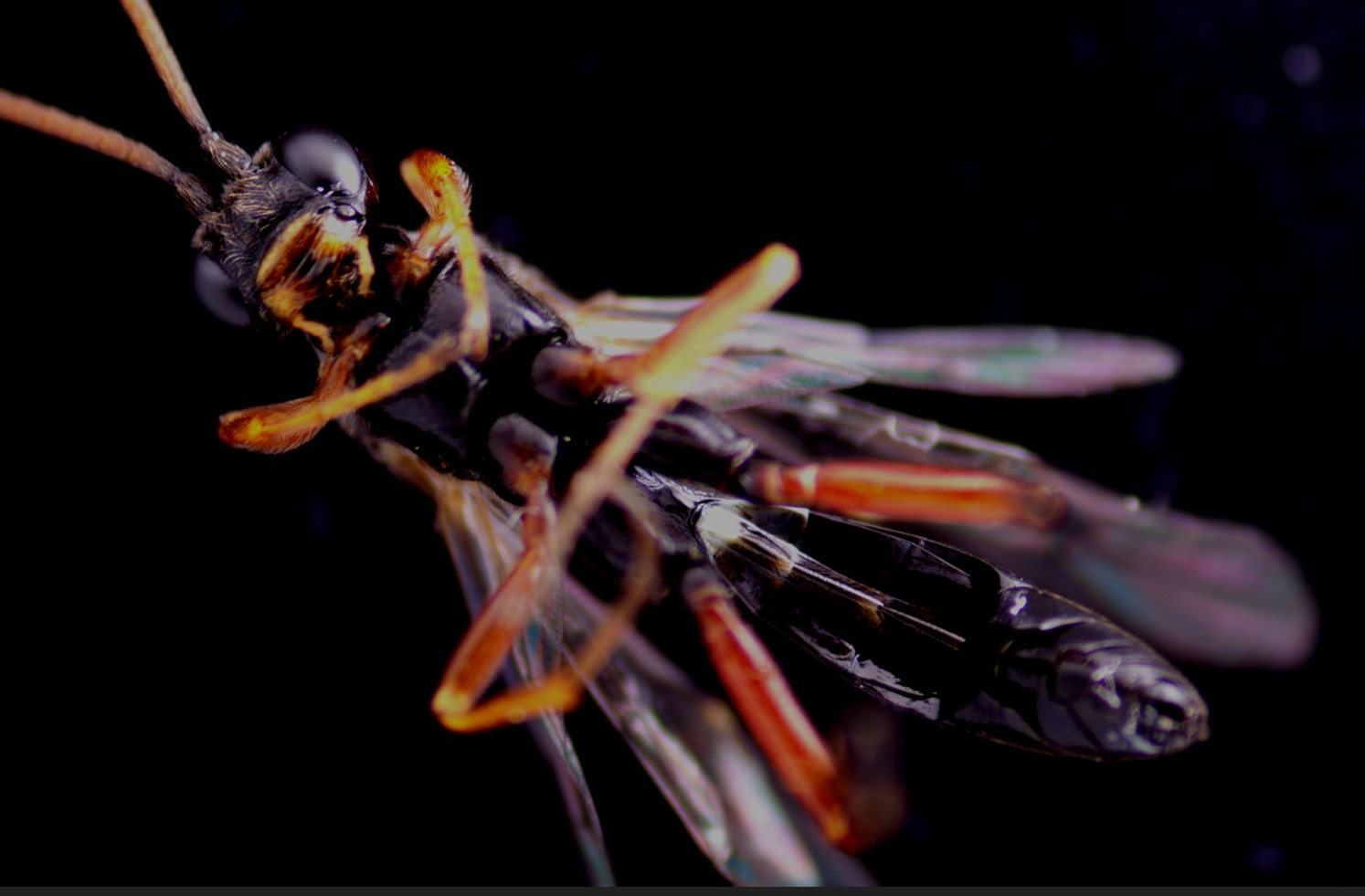
Ventralansicht

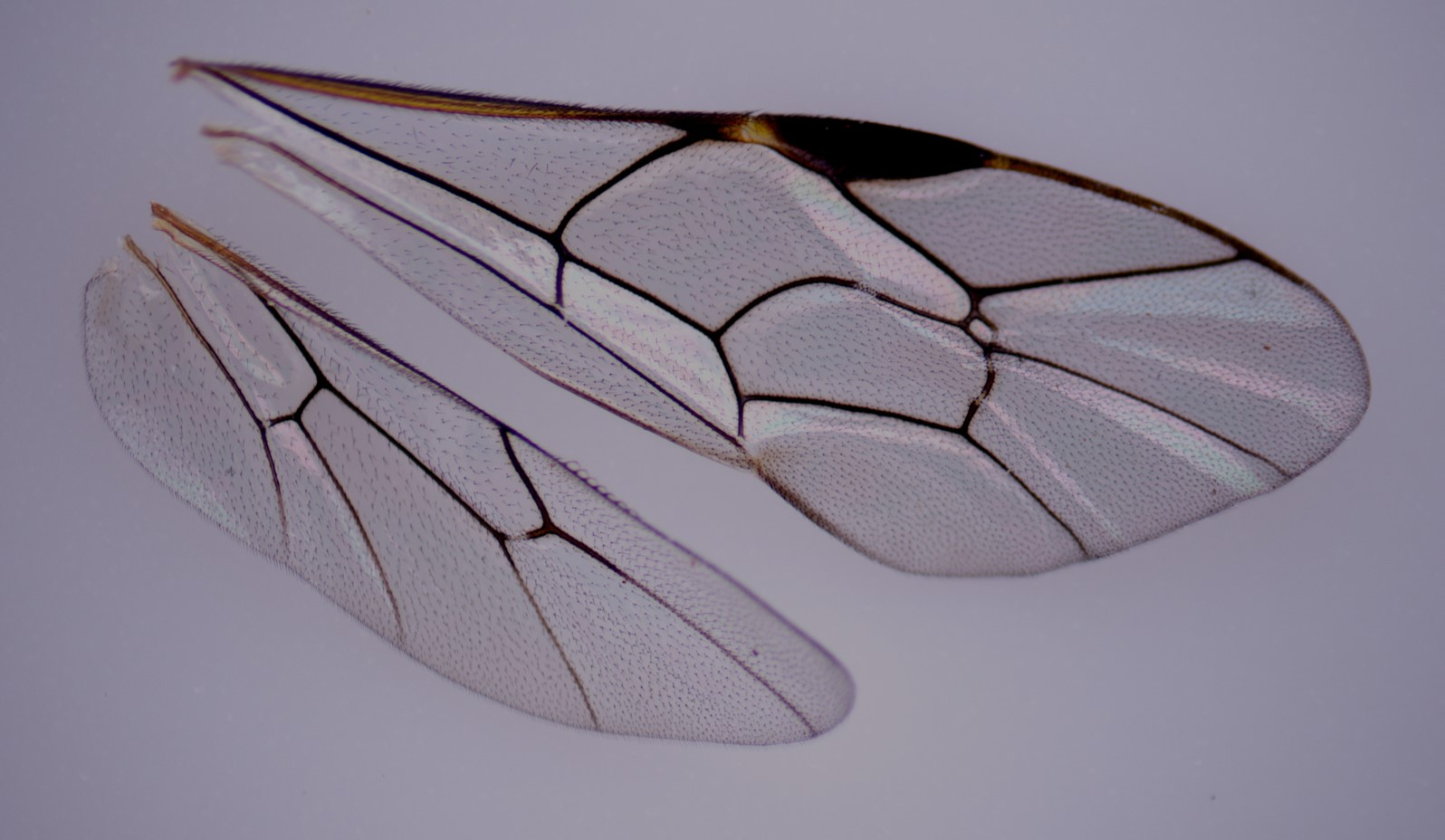
Flügel

Xenoschesis fulvicornis ist eine Schlupfwespe aus der Tribus Ctenopelmatini innerhalb der Unterfamilie der Ctenopelmatinae. Innerhalb der Gattung Xenoschesis zählt die Art zur Untergattung Polycinetis. Die Art wurde im Jahr 1891 von dem Entomologen Joseph Kriechbaumer als Erigloea fulvicornis erstbeschrieben. Das lateinische Art-Epitheton fulvicornis bedeutet „gelbrot hörnig“.

## Merkmale
Die Schlupfwespen erreichen eine Länge von etwa 9–11 mm. Ihr Körper ist überwiegend schwarz gefärbt. Die Fühler besitzen etwa 37 Geißelglieder. Die Fühlerbasis ist einschließlich dem basalen Teil des ersten Geißelgliedes verdunkelt. Der Rest der Fühlergeißel ist gelbrot gefärbt. Clypeus, Mandibeln und Palpen sind gelbrot gefärbt. Das Gesicht ist behaart. Die vorderen und mittleren Beine sind gelbrot gefärbt. Die mittleren Tarsen sind leicht verdunkelt. Alle Coxae und Trochanteren sind verdunkelt. Die hinteren Femora sind rot, die hinteren Tibien sind basal rötlich und werden zum apikalen Ende hin schwärzlich. Die Sporne am apikalen Ende der hinteren Tibien sind rötlich gefärbt. Die hinteren Tarsen sind schwarz. Die Vorderflügellänge beträgt ca. 7 mm. Die Flügel besitzen eine charakteristische Aderung. Ein kleines Areolet (kleine geschlossene Flügelzelle) ist vorhanden. Das dunkle Pterostigma ist relativ schmal und besitzt einen hellen basalen Fleck. Horstmann verglich 2006 die Form der Bohrerklappen von Xenoschesis fulvicornis zu denen der verwandten Art Xenoschesis ustulata.

## Verbreitung
Xenoschesis fulvicornis ist in der westlichen Paläarktis verbreitet.

## Lebensweise
Die Schlupfwespen der Tribus Ctenopelmatini sind als Endoparasitoide von Larven von Gespinstblattwespen (Pamphiliidae) bekannt. Xenoschesis fulvicornis konnte von Pamphilius sylvarum gezüchtet werden. Dabei wurde die Wirtslarve Mitte Mai eingesammelt. Die Schlupfwespe erschien Ende April im Folgejahr. Vermutlich werden noch weitere Arten der Gattung Pamphilius parasitiert. Die Pflanzenwespen spinnen sich eine Blattrolle, in der sie leben. Pamphilius sylvarum nutzt als Wirtspflanze die Stieleiche. Die weibliche Schlupfwespe platziert ein Ei in die Wirtslarve. Diese ist gewöhnlich in einem frühen oder mittleren Stadium. Die Schlupfwespenlarve entwickelt sich im Körper der Wirtslarve. Letztere spinnt schließlich einen Verpuppungskokon und wird im Anschluss getötet. Die Imagines von Xenoschesis fulvicornis werden hauptsächlich im April beobachtet. Den typischen Lebensraum bilden Wälder mit Eichenbestand.